# Хана (Хаваји)
Хана (енгл. Hana) насељено је место за статистичке потребе у америчкој савезној држави Хаваји. По попису становништва из 2010. у њему је живело 1.235 становника.

## Демографија
Према попису становништва из 2010. у граду је живело 1.235 становника, што је 526 (74,2%) становника више него 2000. године.
| Група             | 2000.      | 2010.       |
| Белци             | 92 (13,0%) | 262 (21,2%) |
| Афроамериканци    | 1 (0,1%)   | 1 (0,1%)    |
| Азијати           | 49 (6,9%)  | 62 (5,0%)   |
| Хиспаноамериканци | 45 (6,3%)  | 121 (9,8%)  |
| Укупно            | 709        | 1.235       |